# Nicolae Ioana (poet)
Nicolae Ioana (n. 17 septembrie 1939, Racovița, județul Argeș – d. 20 ianuarie 2000, București) a fost un poet și prozator român. Este fiul Mariei (n. Ciocănea) și al lui Vasile Ioana, brutar. A urmat liceul la Pitești, absolvindu-l în 1954, apoi Facultatea de Filosifie a Universității din București (1959–1964). 
A avut diferite slujbe: pontator la Uzinele de Piese auto din Colibași (1955), contabil la Întreprinderea de Expediții auto din Pitești (1958–1959), redactor la Agerpres (1964–1966), la Editura Tineretului și la Editura Albatros (1966-1975), instructor la Consiliul Culturii și Educației Socialiste (1975–1982), redactor la Editura Sport – Turism (din 1982) și la Editura Eminescu. Debutează în revista „Luceafărul” (1967). (vezi DGLR – vol. 3, E/K)

## Opera
- Templu sub apă, București, 1967;
- Moartea lui Socrate, 1969;
- Monologul alb, București, 1972;
- Cartea de nisip, București, 1973;
- Viața după o zi, București, 1976;
- Amiaza melcilor, București, 1977;
- Forma focului, București, 1977;
- Fața zilei, București, 1979;
- Tabloul singuraticului, București, 1979;
- Pavilionul, București, 1981;
- Studiul de noapte, București, 1982;
- Pasagerul, București 1985;
- Strada occidentului, București, 1986;
- Coridorul, București, 1989;
- Vizită la domiciliu, București, 1989;
- O zi liberă, București, 1996;
- Goana după vânt, București, 1999.

## Traduceri
- Din lirica turcă contemporană, București, 1974, în colaborare cu Nevzat Yusuf și Agiemin Baubec;
- Antologie de poezie turcă, de la începuturi până azi, 1979, în colaborare cu Nevzat Yusuf.

1. 1 2  WorldCat Entities, accesat în 21 ianuarie 2025
2. ↑  Czech National Authority Database, accesat în 8 mai 2023